# Droit norvégien

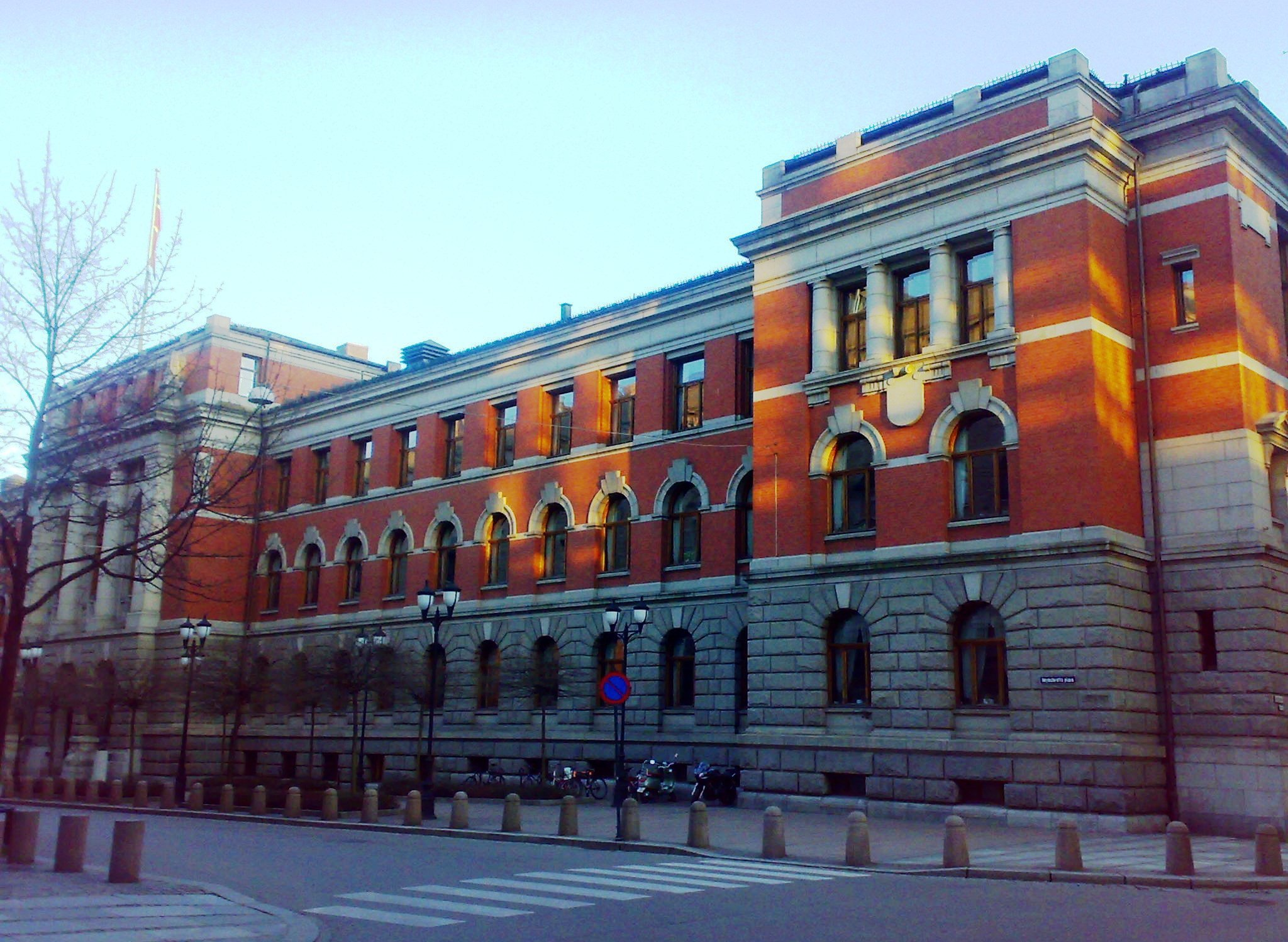
Cour suprême de Norvège

Le droit norvégien est le droit de tradition civiliste, de la branche du droit scandinave, appliqué en Norvège.

## Sources du droit

### Constitution
La constitution de Norvège est la loi suprême (lex superior) du royaume de Norvège.

### Normes internationales
L'article 26 paragraphe 2 de la Constitution dispose :

« Les traités portant sur des matières d'une importance particulière et en tous cas les traités dont, conformément à la Constitution, l'entrée en vigueur nécessite une nouvelle loi ou une décision de la part du Storting, ne pourront être la source d'obligation tant que le Storting n'aura pas donné son approbation. »

— Article 26 paragraphe 2

### Législation
Le pouvoir législatif est confié au Storting.

### Règlements
Les règlements (forskrifter) sont les normes émises par l'administration centrale dans le cadre de compétences conférées par une loi adoptée au Storting.

### Circulaires
Les circulaires sont les instructions émises par les agences administratives supérieures à leurs subordonnés. Elles contiennent des directives et des règles d'interprétation des lois.

## Sources

## Compléments